# Redmond (Utah)
Redmond ist eine Stadt in Sevier County, Utah in den USA. Das U.S. Census Bureau hat bei der Volkszählung 2020 eine Einwohnerzahl von 762 ermittelt.
Im Jahre 1875 wurde Redmond erstmals besiedelt.

## Geographie
Laut United States Census Bureau hat die Stadt eine Gesamtfläche von 2,6 km², diese Fläche teilt sich auf in 2,5 km² Land und 0,1 km² Wasser.

### Klima
Die Region ist geprägt von großen Temperaturschwankungen, denn die Sommer sind warm bis heiß und die Winter sind sehr kalt.
Laut Köppen Climate Classification System (Effektive Klimaklassifikation) hat Redmond ein feuchtes Kontinentalklima, abgekürzt „DFB“ auf Klimakarten.

## Bevölkerung

### Demografie
Die Volkszählung 2000 ergab 788 Einwohner in 243 Haushalten bei 202 Familien, was eine Bevölkerungsdichte von 313,7 Einwohnern/km² bedeutet.
Die rassische Verfassung der Stadt war 98,22 % aus Weißen, 0,13 % Afroamerikaner, 0,13 % Asiaten, 1,14 % aus anderen ethnischen Gruppen und 0,38 % stammten von zwei oder mehr Rassen.
Hispanics oder Latinos machen 1,90 % der Bevölkerung aus.
Das mittlere Einkommen für einen Haushalt in der Stadt war 40.313 US-Dollar und das mittlere Einkommen für eine Familie war 41.875 $.
Männer hatten mittleres Einkommen von $ 36.250 gegen $ 19.375 für Frauen.
Etwa 12,5 % Familien und 12,3 % der Bevölkerung waren unter der Armutsgrenze.

## Wirtschaft
Steinsalz wird in der Nähe von Redmond abgebaut und als RealSalt verkauft.